# Опирач

Опира́ч, підкладень, черевик, башмак — деталь, що прикрипілюється до нижньої частини чогось і слугує для опори, масивна підставка, нижня частина машини, установки.

## У різних пристроях
- Опирач колони насосно-компресорних труб (рос. башмак колонны насосно-компрес-сорных труб; англ. tubing string shoe; нім. Rohrschuh der Steigrohre, Steigrohrschuh) — потовщена муфта в нижній частині колони труб, що служить опорою для останньої.
- Опирач нівелірний (рос. башмак нивелирный, англ. pointed shoe; нім. nivelliren Schuh, Nivellierschuh) — переносна чавунна або сталева масивна підставка для нівелірної рейки. Використовується при нівелюванні вищих ступенів складності на поверхні або в кар'єрі, має один (іноді два) напівсферичних виступи для встановлення рейки, ручку для перенесення, три коротких шипи для заглиблення в ґрунт.
- Опирач обсадних труб (рос. башмак обсадных труб; англ. casing shoe; нім. Tutterrohrschuh) — деталь, що прикріплюється до нижньої труби обсадної колони; башмачне кільце, напрямна насадка.